# Pogostemon hedgei
Pogostemon hedgei là một loài thực vật có hoa trong họ Hoa môi. Loài này được V.S.Kumar & B.D.Sharma miêu tả khoa học đầu tiên năm 1995.